# Doppia coppia all'otto di picche
Bullseye! è un film britannico del 1990 diretto da Michael Winner.